# عارف خاکی
عارف خاکی یک وزنه‌بردار اهل ایران شهر سده لنجان است او اصالتاً از ایل بختیاری و در این شهر سکونت دارد از نزدیکان وی می‌توان به پهلوان سهراب مرادی اشاره کرد.
شهر سده لنجان از توابع شهرستان لنجان استان اصفهان است. که قهرمانان زیادی را در عرصه‌های مختلف تقدیم جامعه کرده‌است.

## افتخارات
- کسب برنز دوضرب و برنز مجموع دسته ۸۵ کیلوگرم و عنوان قهرمانی تیمی در رقابت‌های قهرمانی جوانان آسیا به میزبانی توکیو ژاپن.[۳]
- رقابتهای قهرمانی نوجوانان و جوانان آسیا در اورگنج ازبکستان او در حرکت یکضرب۱۴۷ کیلوگرم، در حرکت دوضرب ۱۸۵ کیلوگرم و با حدنصاب مجموع ۳۳۵ کیلوگرم نتیجه آن یک طلا در دوضرب، یک نقره در مجموع و یک برنز در یکضرب بود.[۴]